# Hawaià
El hawaià (o ʻōlelo Hawaiʻi) és una llengua austronèsia parlada a les Illes Hawaiʻi. Forma part del grup polinesi oriental i és una llengua que pertany al subgrup marquèsic, el nucli del qual es troba a les illes Marqueses. El hawaià prové d'aquest nucli marquesà, per tal com al 400 les migracions polinèsies procedents d'aquest arxipèlag colonitzaren les illes Hawaiʻi i hi portaren el protomarquèsic. Després, amb l'aïllament de les illes del nucli marquesà, aquesta llengua seguí la seva evolució i transformacions separada de la resta, de la mateixa manera que totes les llengües polinèsies, que evolucionaven isoladament les unes de les altres.
La major proximitat lingüística del hawaià és amb el marquesà del nord i el marquesà del sud. Igualment, comparteix una gran part del vocabulari amb la resta de llengües polinèsies. Així, el 76% del vocabulari del hawaià té similituds i és idèntic al del tahitià o el maori.

## Decadència i recuperació de la transmissió de la llengua
El hawaià és actualment una llengua minoritària, fins al punt que el nombre de parlants als anys setanta havia caigut fins als 200 solament. L'anglès fou declarat sola llengua d'instrucció en totes les escoles el 1896 i se n'hi castigava l'ús del hawaià. La llei de prohibició o bandejament de la llengua hawaiana fou la Llei 57, sec. 30 de les lleis de la República de Hawaii del 1896.
La substitució lingüística passà per una fase de diglòssia fonamentada en l'autoodi i la il·lusió que la coneixença i l'ús únic de l'anglès aportaria progrés econòmic. Als anys setanta es crearen escoles en immersió total en hawaià des de preescolar fins al batxillerat. A més, els pares decidiren recuperar el hawaià com a llengua de casa.

## Text d'exemple
S'ha escollit els dos primers articles de la declaració universal dels drets humans com a text d'exemple en hawaià, per tal com és un text el significat del qual pot ser conegut per gairebé qualsevol persona del món. La versió que s'ofereix és la traducció oficial proveïda per l'Oficina de l'Alt Comissionat pels Drets Humans de les Nacions Unides.
Paukū 1
Hānau kū’oko’a ‘ia nā kānaka apau loa, a ua kau like ka hanohano a me nā pono kīvila ma luna o kākou pākahi. Ua ku’u mai ka no’ono’o pono a me ka ‘ike pono ma luna o kākou, no laila, e aloha kākou kekahi i kekahi.
Paukū 2
Ua noa i nā kānaka apau loa nā pono kīvila i helu ‘ia ma kēia Hō’ike, me ka ho’okae ‘ole i ka lāhui, i ka wai ho’olu’u o ka ‘ili, i ke kāne a i ‘ole ka wahine ka ‘ōlelo, ka ho’omana, ka mana’o politika a me nā mana’o ‘ē a’e, ka ‘āina a pilina paha i hānau ‘ia ai, ka waiwai, ke kūlana hanauna a me nā kūlana ‘ē a’e. Eia ho’i, ‘a’ole e ho’okae ‘ia ke kanaka ma muli o ke kūlana politika a me ke kuleana kūloko a kūwaho ho’i o kona aupuni nona mai ‘o ia, inā paha he aupuni kū’oko’a he ‘āina noho kahu ‘ia, a i ‘ole ho’i he ‘āina i kaupalena ‘ia kona kū’oko’a ‘ana.

## Manlleus del hawaià
A través de l'anglès algunes paraules d'origen hawaià han esdevingut internacionals:
aaen vulcanologia és un tipus de lava que deixa una superfície aspra i rugosa. Ve del hawaià «ʻaʻā», d'origen onomatopeic pel mal que fa en caminar-hi.
alohasalutació tant per 'hola' com 'adéu'. En hawaià pot expressar també sentiments com amor, compassió o afecte.
apohelesignifica òrbita. En astronomia designa a un tipus de planeta menor (asteroides Apohele) amb òrbites enterament dins de l'òrbita de la Terra.
hulaés una forma de cant i dansa tradicional d'origen polinesi. També s'utilitza com «hula-hula», i en el joc «hula hoop».
leiés la típica garlanda de flors de cortesia hawaiana.
pahoehoeés un tipus de lava, també anomenada lava cordada, amb una superfície ondulada o llisa.
ukuleleés la guitarra que dona un so característic a la música tradicional hawaiana. Literalment significa 'el poll saltarí'.
wikidel hawaià «wikiwiki» que significa 'ràpid', i és l'origen de la «Viquipèdia».